# Trichotosia hirsutipetala
Trichotosia hirsutipetala är en orkidéart som först beskrevs av Oakes Ames, och fick sitt nu gällande namn av André Schuiteman och De Vogel. Trichotosia hirsutipetala ingår i släktet Trichotosia och familjen orkidéer. Inga underarter finns listade i Catalogue of Life.